# Малтези (Јаломица)
Малтези (рум. Maltezi) насеље је у Румунији у округу Јаломица у општини Стелника. Oпштина се налази на надморској висини од 26 m.

## Становништво
Према подацима из 2002. године у насељу је живело 421 становника, од којих су сви румунске националности.